# Барбарідактиль
Барбарідактиль —  птерозавр- ніктозавр з басейну Улед-Абдун у Марокко , басейну, що відноситься до маастрихтського періоду пізньої крейди. Його опублікували в 2018 році палеонтологи Ніколас Р. Лонгріч, Девід М. Мартіл і Браян Андрес. У тій же публікації були описані два інших птерозавра з того ж басейну: Alcione і Simurghia [2]. Тип і єдиний вид — B. grandis .

## Відкриття та найменування
Усі відомі екземпляри Barbaridactylus були виявлені під час 3-річних розкопок, під час яких було знайдено близько 200 зразків птерозаврів. Його типовий зразок – FSAC-OB 232, який складається з правої стегнової кістки, лівої променевої кістки, ліктьової кістки, плечової кістки та лопатково-коракоїдної кістки та частково нижньої щелепи. Чотири інші екземпляри були віднесені до Barbaridactylus , FSAC-OB 8, 9, 10 і 11. Усі вони є плечовими. 
Barbaridactylus названо на честь узбережжя Бербері в Північній Африці, а грецьке dactylus ( грец . δάκτυλος [3])  означає «палець»[2]. Його конкретна назва , grandis , латиною означає «великий».

## Опис
Barbaridactylus — великий ніктозаврид із довжиною плечової кістки 22,5 см (8,9 дюйма), розмахом крил приблизно 4 м (13 футів) і масою тіла 4 кг (8,8 фунта), що робить його одним із найбільших ніктозавридів.  Як і інші ніктозавриди, Барбаридактиль мав загнуті догори щелепи. Єдиний відомий шийний відділ також досить типовий для ніктозавридів, оскільки він пропорційно короткий і широкий, морфологія також присутня у споріднених птеранодонтидів.